# G-область
У математиці, G-областю або областю Гольдмана називається область цілісності A для якої поле часток є скінченнопородженою алгеброю над A. Названі на честь американського математика Оскара Гольдмана.
Ідеал I у комутативному кільці A називається G-ідеалом якщо фактор-кільце A/I є G-областю. G-ідеали є простими але не обов'язково максимальними. 

## Еквівалентні означення
Область цілісності {\displaystyle A} є G-областю якщо і тільки якщо для неї виконуються еквівалентні умови:
- Його поле часток є простим розширенням області {\displaystyle A}
- Його поле часток є скінченним розширенням області {\displaystyle A}
- Перетин його ненульових простих ідеалів є ненульовим
- Існує елемент {\displaystyle y\in A} такий, що для кожного ненульового ідеалу {\displaystyle I}, {\displaystyle y^{n}\in I} для деякого {\displaystyle n}.[1]

Дані характеристики G-області є еквівалентними. Справді з першої властивості тривіально випливає друга. Якщо натомість {\displaystyle K=A[x_{1}/y_{1},\ldots ,x_{n}/y_{n}]}, то позначивши {\displaystyle y=y_{1},\ldots ,y_{n}} також {\displaystyle K=A[1/y]} і розширення є простим.
Якщо тепер {\displaystyle K=A[1/y]} то для будь-якого простого ідеалу {\displaystyle {\mathfrak {p}}} у {\displaystyle A} і ненульового елемента {\displaystyle x\in {\mathfrak {p}}} у полі {\displaystyle K} виконується рівність {\displaystyle x^{-1}=zy^{-n}} для деяких {\displaystyle z\in A,\;n\in \mathbb {N} }. Тоді {\displaystyle y^{n}=zx\in {\mathfrak {p}}}, тому {\displaystyle y\in {\mathfrak {p}}}. Тобто {\displaystyle y} належить перетину усіх простих ідеалів. Тобто з першої характеристики випливає третя.
Якщо при цьому усі степені {\displaystyle y} не належать деякому ненульовому ідеалу {\displaystyle I}, то згідно теореми віддільності у статті Простий ідеал існує також простий ідеал якому не належать усі степені {\displaystyle y}. Тобто з третьої характеристики випливає четверта.
Нехай тепер виконується четверта властивість і {\displaystyle x\in A} — довільний ненульовий елемент. Тоді головний ідеал {\displaystyle (x)} містить деякий степінь елемента {\displaystyle y}. Тобто для деяких {\displaystyle z\in A,\;n\in \mathbb {N} } виконується рівність {\displaystyle y^{n}=xz} і тому у полі часток {\displaystyle x^{-1}=zy^{-n}}. Зважаючи на довільність вибору елемента {\displaystyle x} отримуємо, що з четвертої властивості випливає перша.

## Приклади
- Будь-яке поле є G-областю.
- Кільце головних ідеалів є G-областю тоді і тільки тоді коли в ній є скінченна кількість простих елементів (з точністю до множення на оборотні елементи).
- Якщо {\displaystyle A} є областю цілісності то кільце многочленів {\displaystyle A[x]} не є G-областю.

Нехай {\displaystyle K} — поле часток кільця {\displaystyle A}. Якщо {\displaystyle A[x]} є G-областю, то G-областю є також {\displaystyle K[x]}. Кільце {\displaystyle K[x]} є кільцем головних ідеалів. Тому достатньо довести, що у {\displaystyle K[x]} є нескінченна кількість простих елементів. Припустимо, що {\displaystyle p_{1},\ldots ,p_{n}} — усі незвідні многочлени зі старшим коефіцієнтом 1. Тоді многочлен {\displaystyle q=p_{1}\cdot \ldots p_{n}+1} не ділиться на жоден із незвідних многочленів, що приводить до суперечності. Тому множина має бути нескінченною і {\displaystyle A[x]} не може бути G-областю.

## Властивості
- Радикал ідеалу  I є перетином всіх G-ідеалів, що містять I.[2]

Кожен елемент радикала належить усім простим ідеалам, що містять I, зокрема і всім G-ідеалам, що містять I. Навпаки якщо елемент {\displaystyle x} не належить радикалу ідеалу, то максимальний елемент множини ідеалів, що містять I і не перетинаються із мультиплікативною системою {\displaystyle x^{n}} буде деяким простим ідеалом {\displaystyle {\mathfrak {p}}}. Образ елемента {\displaystyle x} у фактор-кільці {\displaystyle A/{\mathfrak {p}}} належатиме всім простим ідеалам (зважаючи на максимальність {\displaystyle {\mathfrak {p}}} серед простих ідеалів, що не містять {\displaystyle x}), а тому {\displaystyle A/{\mathfrak {p}}} є G-областю і {\displaystyle {\mathfrak {p}}} — G-ідеалом.
- Якщо область цілісності A із полем часток K є G-областю то будь-яке кільце R таке що {\displaystyle A\subset R\subset K} теж є G-областю.
- Кожен максимальний ідеал є G-ідеалом, оскільки фактор-кільце по максимальному ідеалу є полем. G-ідеали є єдиними максимальними ідеалами у кільці Джекобсона, і навпаки кільце є кільцем Джекобсона якщо всі максимальні ідеали є G-ідеалами.[3]
- Якщо {\displaystyle B\supset A}, є розширенням областей і {\displaystyle A} є G-областю, то {\displaystyle B} є алгебричним над {\displaystyle R} якщо і тільки якщо кожне кільце R таке що {\displaystyle A\subset R\subset K} є G-областю.[4]
- Якщо {\displaystyle A} є областю цілісності і кільце {\displaystyle A[u]} є G-областю то {\displaystyle A} теж є G-областю, а елемент {\displaystyle u} — алгебричний над {\displaystyle A}.
- Область цілісності {\displaystyle A} є G-областю тоді і тільки тоді коли у кільці многочленів {\displaystyle A[x]} існує максимальний ідеал {\displaystyle {\mathfrak {m}}} для якого {\displaystyle A\cup {\mathfrak {m}}=\emptyset }.
- Нетерівська область цілісності є G-областю якщо і тільки якщо кожен її простий ідеал є максимальним і вона має скінченну кількість максимальних ідеалів (чи, еквівалентно, простих ідеалів).[3]